# D-Rad
D-Rad is een Duits historisch merk van motorfietsen.
De bedrijfsnaam was: Deutsche Industriewerke AG, Berlin-Spandau.

## Geschiedenis
Deutsche Industriewerke was aanvankelijk een wapenfabriek, maar na de Eerste Wereldoorlog bracht het Verdrag van Versailles de wapenindustrie tot stilstand en zocht men naar andere productiemogelijkheden. Men nam in 1921 motorfietsenfabrikant Star in Berlijn over en daarmee ook het ontwerp van de 393 cc zijklep-boxermotor van ing. H.F. Günther.
Vanaf 1925 werden eigen, door ing. Christiansen ontwikkelde motoren gebruikt. Kort daarna kwam Martin Stolle (ex-BMW en Victoria) die een groot ontwikkelingsteam om zich heen verzamelde. Hij zette ook verschillende teams in wegraces en betrouwbaarheidsritten in, waardoor de ontwikkelingen in een stroomversnelling kwamen.
De D-Rad-modellen waren intussen zeer geliefd. In 1931 kwamen er modellen met 198 en 246 cc Bark-tweetaktblokken. In 1932 werd D-Rad overgenomen door NSU.

## Trivia

### Spandauer Springbock
Een van de redenen dat Martin Stolle naar de Deutsche Industriewerke werd gehaald was om een oplossing te zoeken voor het beroerde weggedrag van de bladgeveerde voorvorken. De D-Rad modellen hadden indertijd de bijnaam "Spandauer Springbock", wat de naam van het bedrijf geen goed deed. 

## Afbeeldingen

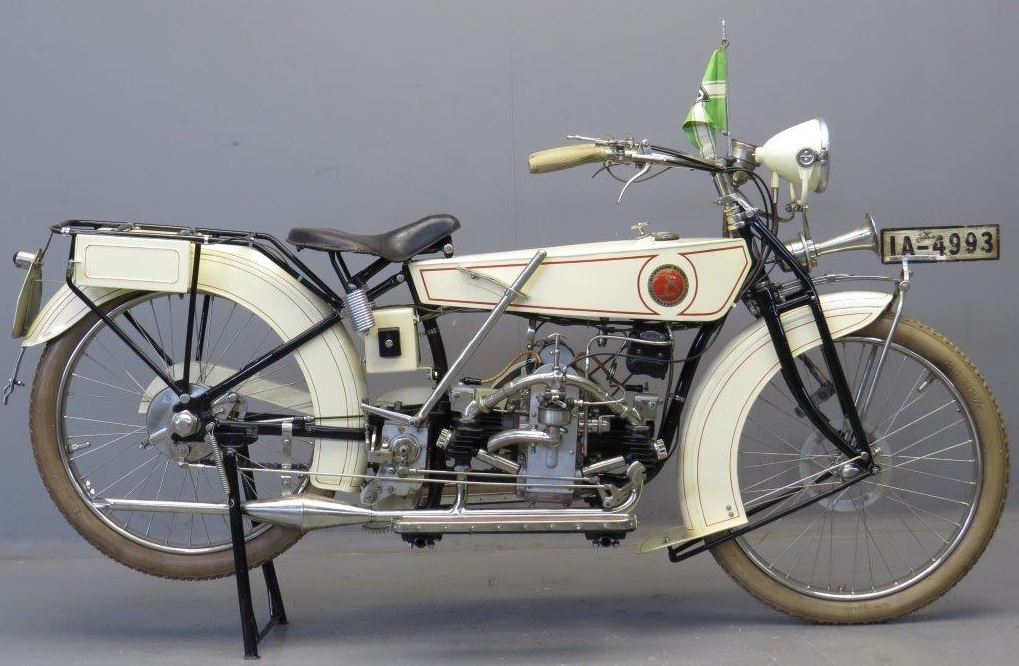
D-Rad M 24 kop/zijklepper-boxermotor uit 1924
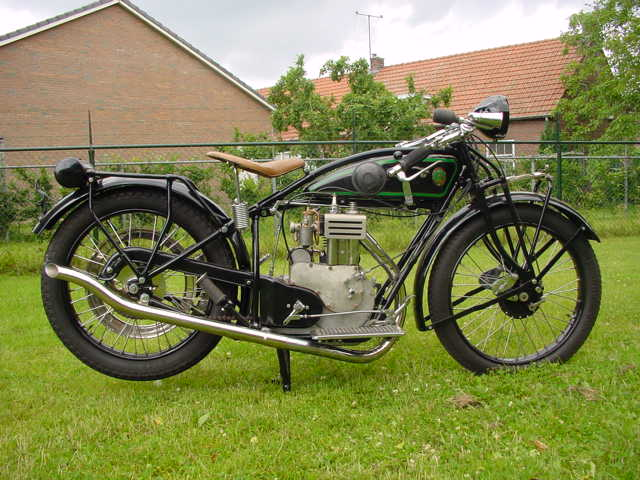
D-Rad R 04 (500 cc) uit 1925
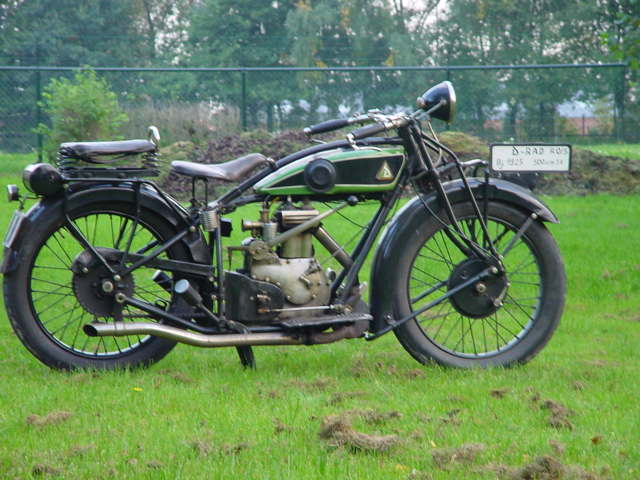
D-Rad R 05 (500 cc) uit 1925
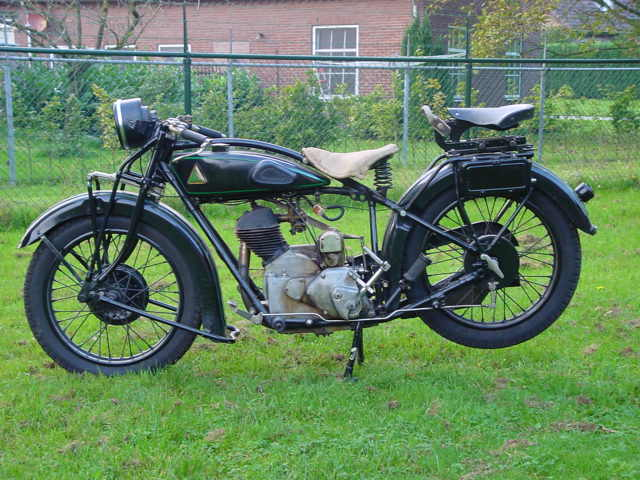
D-Rad R 09 (500 cc) uit 1928
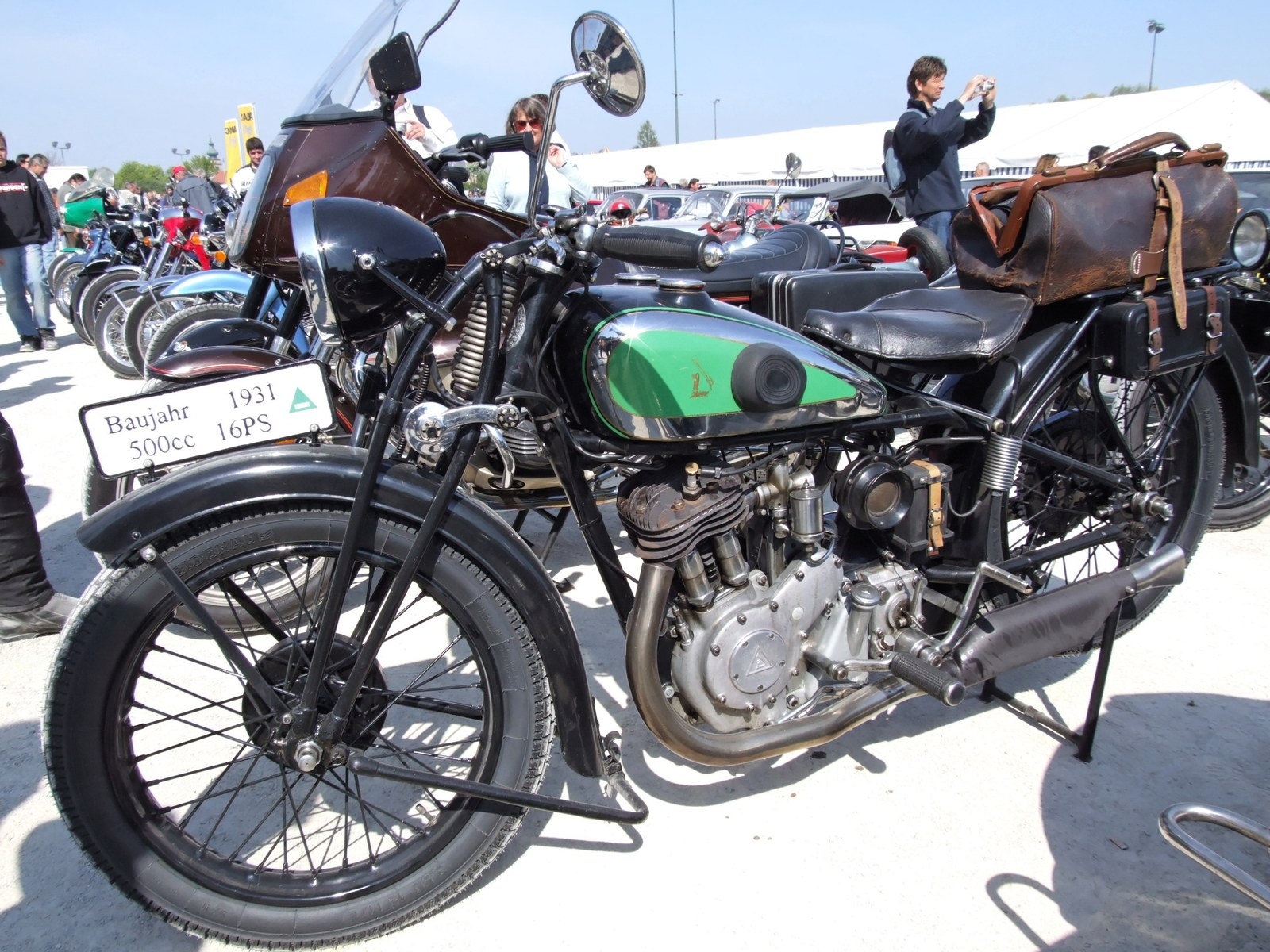
D-Rad R 11 (500 cc) uit 1931